# Европско првенство у ватерполу за жене 2022.
19. Европско првенство у ватерполу за жене одржало се у Хрватској, у Сплиту у Спаладијум арени од 27. августа до 10. септембра.
Титулу је одбранила репрезентација Шпаније, победивши у узбздљивом финалу репрезентацију Грчке са 9:6, Тиме су постали први тим након Русије 2010. године који је успео да одбрани титулу. На крају прве четвртине је било 3:0 за Шпанију после три гола из игре уз један одбрањен петерац. Ипак, у другој четвртини, Грчка се вратила у игру па је на полувремено било 4:3 за Шпанију. Трећа четвртина је била неефикасна, једини гол је постигла Елена Руиз из петерца. Гркиње су се бориле у последњој четвртини и стигле до изједначења 6:6 на 4 минута до краја утакмице. Одговор од стране репрезентације Шпаније је стигао одмах у наредном нападу, па су уз још два дата гола до краја утакмице стигли до победе од 9:6. Грчкој је ово четврто сребро после медаља освојених 2010, 2012 и 2018. године.
Бронзану медаљу је освојила Италија победивширепрезентацију Холандије са 16:13 у репризи утакмице за бронзану медаљу са последњег светског првенства. Био је то ватерполо класик са 29 постигнутих голова – са девет голова у првој трећини, вођством Италије од 8:5 у другој, да би се Холандија вратила на 8:8 до паузе. Захваљујући налету од 7:2, преокренули су са 5:8 на вођство од 12:10, али када им се чинило да су решили питање победника, Италија је пронашла додатну снагу за изједначење од 13:13. На 1:32 до краја, Италија погађа за вођство, а затим додали још два гола у преосталом времену. Италија је освојила своју прву медаљу од 2016. године, када су освојили бронзу на Европском првенству и сребро на Олимпијским играма у Рију.

## Дворана
ЛЕН је 28. августа 2020. објавио да ће Хрватска бити домаћин такмичења. Све утакмице се играју у Спаладијум арени.
| Сплит             | СплитЕвропско првенство у ватерполу за жене 2022. на карти Европе |
| Спаладијум арена  | СплитЕвропско првенство у ватерполу за жене 2022. на карти Европе |
| Капацитет: 9.000  | СплитЕвропско првенство у ватерполу за жене 2022. на карти Европе |
| Spaladium Arena 1 | СплитЕвропско првенство у ватерполу за жене 2022. на карти Европе |

## Квалификације
| Начин квалификовања                          | Датум                       | Домаћин    | Бр. екипа | Квалификован                                             |
| -------------------------------------------- | --------------------------- | ---------- | --------- | -------------------------------------------------------- |
| Домаћин                                      | —                           | —          | 1         | Хрватска                                                 |
| Европско првенство у ватерполу за жене 2020. | 14—26. јануар 2020.         | Будимпешта | 5         | Мађарска · Италија · Холандија · Русија · Шпанија        |
| Квалификације                                | 17. фебруар — 6. март 2022. | Разно      | 6         | Француска · Немачка · Грчка · Израел · Румунија · Србија |
| Позивница                                    | 10. април 2022.             |            | 1         | Словачка                                                 |

Русија је искључена из такмичења због инвазије на Украјину 2022.

## Жреб
Жреб је одржан у Будимпешти 23. априла 2022.
| Први шешир | Други шешир          | Трећи шешир | Четврти шешир                                  | Пети шешир                    |
| ---------- | -------------------- | ----------- | ---------------------------------------------- | ----------------------------- |
| Шпанија    | Мађарска · Холандија | Италија     | Немачка · Грчка · Израел · Словачка · Хрватска | Румунија · Србија · Француска |

Жребом су добијене следеће групе:
| Група А                                                      | Група Б                                                    |
| ------------------------------------------------------------ | ---------------------------------------------------------- |
| Мађарска · Холандија · Немачка · Грчка · Хрватска · Румунија | Шпанија · Италија · Француска · Израел · Словачка · Србија |

## Групна фаза
- Сатница је по средњоевропском летњем времену (UTC+2).[7]

| Легенда                               |
| ------------------------------------- |
| Квалификован за четвртфинале          |
| Квалификован за утакмицу за 9. место  |
| Квалификован за утакмицу за 11. место |

### Група А
| 27. август 2022. 10:00 | Извештај | Немачка                                              | 15 : 10 | Румунија   | Спаладијум арена, Сплит Судије: Орли Бланшар Мартина Куникова |
| 27. август 2022. 10:00 | Извештај | Резултати по четвртинама: 2 : 1, 3 : 4, 4 : 4, 6 : 1 |         |            | Спаладијум арена, Сплит Судије: Орли Бланшар Мартина Куникова |
| 27. август 2022. 10:00 | Извештај | Фосеберг 7                                           | Стрелци | Мељничук 4 | Спаладијум арена, Сплит Судије: Орли Бланшар Мартина Куникова |

| 27. август 2022. 17:30 | Извештај | Хрватска                                             | 6 : 22  | Холандија              | Спаладијум арена, Сплит Судије: Иванка Раковић, Марта Кабањас |
| 27. август 2022. 17:30 | Извештај | Резултати по четвртинама: 0 : 7, 3 : 7, 1 : 5, 2 : 3 |         |                        | Спаладијум арена, Сплит Судије: Иванка Раковић, Марта Кабањас |
| 27. август 2022. 17:30 | Извештај | Ј. Бутић, Рожић 2                                    | Стрелци | Јустра, Ван дер Слут 4 | Спаладијум арена, Сплит Судије: Иванка Раковић, Марта Кабањас |

| 27. август 2022. 20:30 | Извештај | Мађарска                                             | 8 : 9   | Грчка           | Спаладијум арена, Сплит Судије: Урсула Венгенрот Алесија Ферари |
| 27. август 2022. 20:30 | Извештај | Резултати по четвртинама: 1 : 3, 2 : 2, 1 : 1, 4 : 3 |         |                 | Спаладијум арена, Сплит Судије: Урсула Венгенрот Алесија Ферари |
| 27. август 2022. 20:30 | Извештај | Гурисати 3                                           | Стрелци | 4 играчице по 2 | Спаладијум арена, Сплит Судије: Урсула Венгенрот Алесија Ферари |

| 28. август 2022. 13:00 | Извештај | Румунија                                             | 3 : 24  | Грчка             | Спаладијум арена, Сплит Судије: Иванка Раковић Орли Бланшар |
| 28. август 2022. 13:00 | Извештај | Резултати по четвртинама: 1 : 8, 0 : 4, 0 : 8, 2 : 4 |         |                   | Спаладијум арена, Сплит Судије: Иванка Раковић Орли Бланшар |
| 28. август 2022. 13:00 | Извештај | Олтенау 2                                            | Стрелци | Мириокефалитаки 6 | Спаладијум арена, Сплит Судије: Иванка Раковић Орли Бланшар |

| 28. август 2022. 17:30 | Извештај | Немачка                                              | 8 : 15  | Хрватска   | Спаладијум арена, Сплит Судије: Марта Кабањес Алесија Ферари |
| 28. август 2022. 17:30 | Извештај | Резултати по четвртинама: 2 : 5, 1 : 4, 4 : 3, 1 : 3 |         |            | Спаладијум арена, Сплит Судије: Марта Кабањес Алесија Ферари |
| 28. август 2022. 17:30 | Извештај | 3 играчице по 2                                      | Стрелци | Миљковић 6 | Спаладијум арена, Сплит Судије: Марта Кабањес Алесија Ферари |

| 28. август 2022. 19:00 | Извештај | Холандија                                            | 13 : 4  | Мађарска        | Спаладијум арена, Сплит Судије: Борис Маргета Матан Шварц |
| 28. август 2022. 19:00 | Извештај | Резултати по четвртинама: 3 : 1, 3 : 2, 4 : 0, 3 : 1 |         |                 | Спаладијум арена, Сплит Судије: Борис Маргета Матан Шварц |
| 28. август 2022. 19:00 | Извештај | 3 играчице по 3                                      | Стрелци | 4 играчице по 1 | Спаладијум арена, Сплит Судије: Борис Маргета Матан Шварц |

| 30. август 2022. 11:30 | Извештај | Мађарска                                              | 26 : 4  | Немачка    | Спаладијум арена, Сплит Судије: Иванка Раковић Мартина Куникова |
| 30. август 2022. 11:30 | Извештај | Резултати по четвртинама: 7 : 1, 10 : 0, 3 : 1, 6 : 2 |         |            | Спаладијум арена, Сплит Судије: Иванка Раковић Мартина Куникова |
| 30. август 2022. 11:30 | Извештај | Гурисати 5                                            | Стрелци | Восеберг 2 | Спаладијум арена, Сплит Судије: Иванка Раковић Мартина Куникова |

| 30. август 2022. 17:30 | Извештај | Хрватска                                             | 15 : 6  | Румунија   | Спаладијум арена, Сплит Судије: Орли Бланшар Алесија Ферари |
| 30. август 2022. 17:30 | Извештај | Резултати по четвртинама: 4 : 1, 4 : 1, 5 : 3, 2 : 1 |         |            | Спаладијум арена, Сплит Судије: Орли Бланшар Алесија Ферари |
| 30. август 2022. 17:30 | Извештај | Скелин 4                                             | Стрелци | Мељничук 4 | Спаладијум арена, Сплит Судије: Орли Бланшар Алесија Ферари |

| 30. август 2022. 20:30 | Извештај | Грчка                                                | 8 : 13  | Холандија             | Спаладијум арена, Сплит Судије: Марта Кабањас Борис Маргета |
| 30. август 2022. 20:30 | Извештај | Резултати по четвртинама: 2 : 1, 3 : 5, 3 : 4, 0 : 3 |         |                       | Спаладијум арена, Сплит Судије: Марта Кабањас Борис Маргета |
| 30. август 2022. 20:30 | Извештај | 4 играчице по 2                                      | Стрелци | Мулхујизен, Сликинг 3 | Спаладијум арена, Сплит Судије: Марта Кабањас Борис Маргета |

| 1. септембар 2022. | Извештај | Немачка                                              | 3 : 13  | Грчка             | Спаладијум арена, Сплит Судије: Марта Кабањес Урсула Венгенрот |
| 1. септембар 2022. | Извештај | Резултати по четвртинама: 0 : 2, 3 : 6, 0 : 3, 0 : 2 |         |                   | Спаладијум арена, Сплит Судије: Марта Кабањес Урсула Венгенрот |
| 1. септембар 2022. | Извештај | 3 играчице по 1                                      | Стрелци | Мириокефалитаки 4 | Спаладијум арена, Сплит Судије: Марта Кабањес Урсула Венгенрот |

| 1. септембар 2022. 13:00 | Извештај | Румунија                                             | 0 : 28  | Холандија      | Спаладијум арена, Сплит Судије: Орли Бланшар Мартина Куникова |
| 1. септембар 2022. 13:00 | Извештај | Резултати по четвртинама: 0 : 8, 0 : 7, 0 : 6, 0 : 7 |         |                | Спаладијум арена, Сплит Судије: Орли Бланшар Мартина Куникова |
| 1. септембар 2022. 13:00 | Извештај |                                                      | Стрелци | Ван де Кратс 8 | Спаладијум арена, Сплит Судије: Орли Бланшар Мартина Куникова |

| 1. септембар 2022. 17:30 | Извештај | Хрватска                                             | 6 : 22  | Мађарска   | Спаладијум арена, Сплит Судије: Алесија Ферари Иванка Раковић |
| 1. септембар 2022. 17:30 | Извештај | Резултати по четвртинама: 3 : 5, 2 : 4, 1 : 7, 0 : 6 |         |            | Спаладијум арена, Сплит Судије: Алесија Ферари Иванка Раковић |
| 1. септембар 2022. 17:30 | Извештај | И. Бутић, Розић 2                                    | Стрелци | Гурисати 5 | Спаладијум арена, Сплит Судије: Алесија Ферари Иванка Раковић |

| 3. септембар 2022. 10:00 | Извештај | Мађарска                                             | 22 : 0  | Румунија | Спаладијум арена, Сплит Судије: Урсула Венгенрот Мартина Куникова |
| 3. септембар 2022. 10:00 | Извештај | Резултати по четвртинама: 7 : 0, 4 : 0, 6 : 0, 5 : 0 |         |          | Спаладијум арена, Сплит Судије: Урсула Венгенрот Мартина Куникова |
| 3. септембар 2022. 10:00 | Извештај | Гурисати 5                                           | Стрелци |          | Спаладијум арена, Сплит Судије: Урсула Венгенрот Мартина Куникова |

| 3. септембар 2022. 17:30 | Извештај | Грчка                                                | 24 : 4  | Хрватска  | Спаладијум арена, Сплит Судије: Орли Бланшар Петер Балзан |
| 3. септембар 2022. 17:30 | Извештај | Резултати по четвртинама: 9 : 2, 5 : 2, 5 : 0, 5 : 0 |         |           | Спаладијум арена, Сплит Судије: Орли Бланшар Петер Балзан |
| 3. септембар 2022. 17:30 | Извештај | Ксенаки 4                                            | Стрелци | Брнетић 2 | Спаладијум арена, Сплит Судије: Орли Бланшар Петер Балзан |

| 3. септембар 2022. 20:30 | Извештај | Немачка                                              | 3 : 29  | Холандија | Спаладијум арена, Сплит Судије: Иванка Раковић Роберт Хорват |
| 3. септембар 2022. 20:30 | Извештај | Резултати по четвртинама: 0 : 9, 1 : 7, 0 : 7, 2 : 6 |         |           | Спаладијум арена, Сплит Судије: Иванка Раковић Роберт Хорват |
| 3. септембар 2022. 20:30 | Извештај | 3 играчице по 3                                      | Стрелци | Јустра 5  | Спаладијум арена, Сплит Судије: Иванка Раковић Роберт Хорват |

|   | Репрезентација | ОУ | ПО | Н | И | ДГ  | ПГ  | ГР  | Бод |
| - | -------------- | -- | -- | - | - | --- | --- | --- | --- |
| 1 | Холандија      | 5  | 5  | 0 | 0 | 105 | 21  | +84 | 15  |
| 2 | Грчка          | 5  | 4  | 0 | 1 | 78  | 31  | +47 | 12  |
| 3 | Мађарска       | 5  | 3  | 0 | 2 | 82  | 32  | +50 | 9   |
| 4 | Хрватска       | 5  | 2  | 0 | 3 | 46  | 82  | −36 | 6   |
| 5 | Немачка        | 5  | 1  | 0 | 4 | 33  | 93  | −60 | 3   |
| 6 | Румунија       | 5  | 0  | 0 | 5 | 19  | 104 | −85 | 0   |

### Група Б
| 27. август 2022. 11:30 | Извештај | Србија                                                | 3 : 32  | Шпанија    | Спаладијум арена, Сплит Судије: Марија Даскалопулу Еркан Туркан |
| 27. август 2022. 11:30 | Извештај | Резултати по четвртинама: 1 : 6, 2 : 8, 0 : 8, 0 : 10 |         |            | Спаладијум арена, Сплит Судије: Марија Даскалопулу Еркан Туркан |
| 27. август 2022. 11:30 | Извештај | Мандић 2                                              | Стрелци | Гонзалез 5 | Спаладијум арена, Сплит Судије: Марија Даскалопулу Еркан Туркан |

| 27. август 2022. 13:00 | Извештај | Словачка                                             | 1 : 26  | Италија    | Спаладијум арена, Сплит Судије: Дијана Дутил-Думаш Радослав Корижна |
| 27. август 2022. 13:00 | Извештај | Резултати по четвртинама: 1 : 6, 0 : 8, 0 : 4, 0 : 8 |         |            | Спаладијум арена, Сплит Судије: Дијана Дутил-Думаш Радослав Корижна |
| 27. август 2022. 13:00 | Извештај | Ковачикова 1                                         | Стрелци | Палмиери 5 | Спаладијум арена, Сплит Судије: Дијана Дутил-Думаш Радослав Корижна |

| 27. август 2022. 19:00 | Извештај | Француска                                            | 7 : 8   | Израел   | Спаладијум арена, Сплит Судије: Нора Дебрецени Ненад Периш |
| 27. август 2022. 19:00 | Извештај | Резултати по четвртинама: 3 : 2, 2 : 2, 0 : 4, 2 : 0 |         |          | Спаладијум арена, Сплит Судије: Нора Дебрецени Ненад Периш |
| 27. август 2022. 19:00 | Извештај | Даул 3                                               | Стрелци | Јакоби 4 | Спаладијум арена, Сплит Судије: Нора Дебрецени Ненад Периш |

| 28. август 2022. 10:00 | Извештај | Србија                                               | 14 : 15 | Француска | Спаладијум арена, Сплит Судије: Дијана-Дулит Думаш Радослав Корижна |
| 28. август 2022. 10:00 | Извештај | Резултати по четвртинама: 4 : 3, 2 : 5, 5 : 2, 3 : 5 |         |           | Спаладијум арена, Сплит Судије: Дијана-Дулит Думаш Радослав Корижна |
| 28. август 2022. 10:00 | Извештај | Авдић, Вуковић 3                                     | Стрелци | Мијо 5    | Спаладијум арена, Сплит Судије: Дијана-Дулит Думаш Радослав Корижна |

| 28. август 2022. 11:30 | Извештај | Израел                                               | 18 : 7  | Словачка        | Спаладијум арена, Сплит Судије: Урсула Венгенрот Еурисио Силва |
| 28. август 2022. 11:30 | Извештај | Резултати по четвртинама: 5 : 2, 2 : 1, 7 : 1, 4 : 3 |         |                 | Спаладијум арена, Сплит Судије: Урсула Венгенрот Еурисио Силва |
| 28. август 2022. 11:30 | Извештај | Сасовер, Струго 4                                    | Стрелци | 3 играчице по 2 | Спаладијум арена, Сплит Судије: Урсула Венгенрот Еурисио Силва |

| 28. август 2022. 20:30 | Извештај | Шпанија                                              | 9 : 12  | Италија  | Спаладијум арена, Сплит Судије: Нора Дебрецени Марија Даскалопулу |
| 28. август 2022. 20:30 | Извештај | Резултати по четвртинама: 3 : 2, 2 : 5, 1 : 4, 3 : 1 |         |          | Спаладијум арена, Сплит Судије: Нора Дебрецени Марија Даскалопулу |
| 28. август 2022. 20:30 | Извештај | Ортиз 4                                              | Стрелци | Табани 3 | Спаладијум арена, Сплит Судије: Нора Дебрецени Марија Даскалопулу |

| 30. август 2022. 10:00 | Извештај | Словачка                                             | 6 : 9   | Србија          | Спаладијум арена, Сплит Судије: Адријан Александреску Еурисио Силва |
| 30. август 2022. 10:00 | Извештај | Резултати по четвртинама: 1 : 3, 1 : 2, 3 : 2, 1 : 2 |         |                 | Спаладијум арена, Сплит Судије: Адријан Александреску Еурисио Силва |
| 30. август 2022. 10:00 | Извештај | Качкова 3                                            | Стрелци | Христина Илић 3 | Спаладијум арена, Сплит Судије: Адријан Александреску Еурисио Силва |

| 30. август 2022. 13:00 | Извештај | Француска                                            | 4 : 16  | Шпанија   | Спаладијум арена, Сплит Судије: Станко Ивановски Иракли Санадзе |
| 30. август 2022. 13:00 | Извештај | Резултати по четвртинама: 3 : 2, 0 : 7, 1 : 4, 0 : 3 |         |           | Спаладијум арена, Сплит Судије: Станко Ивановски Иракли Санадзе |
| 30. август 2022. 13:00 | Извештај | Верну 2                                              | Стрелци | Гарсија 4 | Спаладијум арена, Сплит Судије: Станко Ивановски Иракли Санадзе |

| 30. август 2022. 19:00 | Извештај | Италија                                              | 18 : 5  | Израел      | Спаладијум арена, Сплит Судије: Дијана Дулит-Думаш Урсула Венгенрот |
| 30. август 2022. 19:00 | Извештај | Резултати по четвртинама: 4 : 2, 6 : 2, 6 : 0, 2 : 1 |         |             | Спаладијум арена, Сплит Судије: Дијана Дулит-Думаш Урсула Венгенрот |
| 30. август 2022. 19:00 | Извештај | Палмиери 4                                           | Стрелци | Богаченко 3 | Спаладијум арена, Сплит Судије: Дијана Дулит-Думаш Урсула Венгенрот |

| 1. септембар 2022. 11:30 | Извештај | Србија                                               | 7 : 23  | Италија  | Спаладијум арена, Сплит Судије: Марија Даскалопулу Еурисио Силва |
| 1. септембар 2022. 11:30 | Извештај | Резултати по четвртинама: 1 : 5, 1 : 5, 3 : 7, 2 : 6 |         |          | Спаладијум арена, Сплит Судије: Марија Даскалопулу Еурисио Силва |
| 1. септембар 2022. 11:30 | Извештај | Милићевић 3                                          | Стрелци | Бетини 4 | Спаладијум арена, Сплит Судије: Марија Даскалопулу Еурисио Силва |

| 1. септембар 2022. 19:00 | Извештај | Шпанија                                              | 20 : 3  | Израел          | Спаладијум арена, Сплит Судије: Дијана Дулит-Думаш Еркан Туркан |
| 1. септембар 2022. 19:00 | Извештај | Резултати по четвртинама: 5 : 2, 6 : 1, 3 : 0, 6 : 0 |         |                 | Спаладијум арена, Сплит Судије: Дијана Дулит-Думаш Еркан Туркан |
| 1. септембар 2022. 19:00 | Извештај | Еспар 5                                              | Стрелци | 3 играчице по 1 | Спаладијум арена, Сплит Судије: Дијана Дулит-Думаш Еркан Туркан |

| 1. септембар 2022. 20:30 | Извештај | Француска                                            | 28 : 5  | Словачка   | Спаладијум арена, Сплит Судије: Нора Дебрецени Иракли Санадзе |
| 1. септембар 2022. 20:30 | Извештај | Резултати по четвртинама: 8 : 0, 7 : 1, 6 : 2, 7 : 2 |         |            | Спаладијум арена, Сплит Судије: Нора Дебрецени Иракли Санадзе |
| 1. септембар 2022. 20:30 | Извештај | Верну 7                                              | Стрелци | Шепелова 3 | Спаладијум арена, Сплит Судије: Нора Дебрецени Иракли Санадзе |

| 3. септембар 2022. 11:30 | Извештај | Словачка                                             | 3 : 26  | Шпанија   | Спаладијум арена, Сплит Судије: Дијана Дутил-Думас Марија Даскалопулу |
| 3. септембар 2022. 11:30 | Извештај | Резултати по четвртинама: 0 : 8, 1 : 7, 0 : 5, 2 : 6 |         |           | Спаладијум арена, Сплит Судије: Дијана Дутил-Думас Марија Даскалопулу |
| 3. септембар 2022. 11:30 | Извештај | Ковачикова 2                                         | Стрелци | Гарсија 6 | Спаладијум арена, Сплит Судије: Дијана Дутил-Думас Марија Даскалопулу |

| 3. септембар 2022. 13:00 | Извештај | Србија                                               | 4 : 15  | Израел        | Спаладијум арена, Сплит Судије: Нора Дебрецени Адријан Александреску |
| 3. септембар 2022. 13:00 | Извештај | Резултати по четвртинама: 0 : 5, 2 : 3, 2 : 2, 0 : 5 |         |               | Спаладијум арена, Сплит Судије: Нора Дебрецени Адријан Александреску |
| 3. септембар 2022. 13:00 | Извештај | Милићевић 2                                          | Стрелци | Кордонскаја 4 | Спаладијум арена, Сплит Судије: Нора Дебрецени Адријан Александреску |

| 3. септембар 2022. 19:00 | Извештај | Италија                                              | 19 : 6  | Француска      | Спаладијум арена, Сплит Судије: Марта Кабањас Еурисио Силва |
| 3. септембар 2022. 19:00 | Извештај | Резултати по четвртинама: 5 : 0, 5 : 3, 4 : 0, 5 : 3 |         |                | Спаладијум арена, Сплит Судије: Марта Кабањас Еурисио Силва |
| 3. септембар 2022. 19:00 | Извештај | 3 играчице по 3                                      | Стрелци | Гуије, Верну 2 | Спаладијум арена, Сплит Судије: Марта Кабањас Еурисио Силва |

|   | Репрезентација | ОУ | ПО | Н | И | ДГ  | ПГ  | ГР  | Бод |
| - | -------------- | -- | -- | - | - | --- | --- | --- | --- |
| 1 | Италија        | 5  | 5  | 0 | 0 | 98  | 28  | +70 | 15  |
| 2 | Шпанија        | 5  | 4  | 0 | 1 | 103 | 25  | +78 | 12  |
| 3 | Израел         | 5  | 3  | 0 | 2 | 49  | 56  | −7  | 9   |
| 4 | Француска      | 5  | 2  | 0 | 3 | 60  | 62  | −2  | 6   |
| 5 | Србија         | 5  | 1  | 0 | 4 | 37  | 91  | −54 | 3   |
| 6 | Словачка       | 5  | 0  | 0 | 5 | 22  | 107 | −85 | 0   |

## Елиминациона фаза
|  | Четвртфинале | Четвртфинале |              |    | Полуфинале  | Полуфинале  |  |  | Финале | Финале |
|  |              |              |              |    |             |             |  |  |        |        |
|  | 5. септембар |              |              |    |             |             |  |  |        |        |
|  |              |              |              |    |             |             |  |  |        |        |
|  | Холандија    | 22           |              |    |             |             |  |  |        |        |
|  | Холандија    | 22           | 7. септембар |    |             |             |  |  |        |        |
|  | Француска    | 3            |              |    |             |             |  |  |        |        |
|  | Француска    | 3            | Холандија    | 7  |             |             |  |  |        |        |
|  | 5. септембар |              | Холандија    | 7  |             |             |  |  |        |        |
|  |              | Шпанија      | 10           |    |             |             |  |  |        |        |
|  | Мађарска     | Шпанија      | 10           | 11 |             |             |  |  |        |        |
|  | Мађарска     |              | 9. септембар | 11 |             |             |  |  |        |        |
|  | Шпанија      | 15           |              |    |             |             |  |  |        |        |
|  | Шпанија      | 15           | Шпанија      |    |             |             |  |  |        |        |
|  | 5. септембар |              |              |    |             |             |  |  |        |        |
|  |              | Грчка        |              |    |             |             |  |  |        |        |
|  | Грчка        | 14           |              |    |             |             |  |  |        |        |
|  | Грчка        | 14           | 7. септембар |    |             |             |  |  |        |        |
|  | Израел       | 4            |              |    |             |             |  |  |        |        |
|  | Израел       | 4            | Грчка        | 12 |             |             |  |  |        |        |
|  | 5. септембар |              | Грчка        | 12 |             |             |  |  |        |        |
|  |              | Италија      | 9            |    | Треће место | Треће место |  |  |        |        |
|  | Хрватска     | Италија      | 9            | 8  | Треће место | Треће место |  |  |        |        |
|  | Хрватска     |              | 9. септембар | 8  |             |             |  |  |        |        |
|  | Италија      | 16           |              |    |             |             |  |  |        |        |
|  | Италија      | 16           | Холандија    |    |             |             |  |  |        |        |
|  |              |              |              |    |             |             |  |  |        |        |
|  | Италија      |              |              |    |             |             |  |  |        |        |
|  |              |              |              |    |             |             |  |  |        |        |

|  | 5. — 8. позиција | 5. — 8. позиција |              |  | 5. позиција | 5. позиција |
|  |                  |                  |              |  |             |             |
|  | 7. септембар     |                  |              |  |             |             |
|  |                  |                  |              |  |             |             |
|  | Француска        | 9                |              |  |             |             |
|  | Француска        | 9                | 9. септембар |  |             |             |
|  | Мађарска         | 19               |              |  |             |             |
|  | Мађарска         | 19               | Мађарска     |  |             |             |
|  | 7. септембар     |                  |              |  |             |             |
|  |                  | Израел           |              |  |             |             |
|  | Израел           | 15               |              |  |             |             |
|  | Израел           | 15               |              |  |             |             |
|  | Хрватска         | 8                |              |  |             |             |
|  | Хрватска         | 8                | 7. позиција  |  |             |             |
|  |                  |                  |              |  |             |             |
|  | 9. септембар     |                  |              |  |             |             |
|  |                  |                  |              |  |             |             |
|  | Француска        |                  |              |  |             |             |
|  |                  |                  |              |  |             |             |
|  | Хрватска         |                  |              |  |             |             |

### Четвртфинале
| 5. септембар 2022. 16:00 | Извештај | Холандија                                            | 22 : 3  | Француска | Спаладијум арена, Сплит Судије: Алесија Ферари Урсула Венгенрот |
| 5. септембар 2022. 16:00 | Извештај | Резултати по четвртинама: 3 : 0, 5 : 2, 7 : 0, 7 : 1 |         |           | Спаладијум арена, Сплит Судије: Алесија Ферари Урсула Венгенрот |
| 5. септембар 2022. 16:00 | Извештај | Којнинг, Ван дер Кратс 4                             | Стрелци | Далуин 2  | Спаладијум арена, Сплит Судије: Алесија Ферари Урсула Венгенрот |

| 5. септембар 2022. 17:30 | Извештај | Хрватска                                             | 8 : 16  | Италија    | Спаладијум арена, Сплит Судије: Нора Дебрецени Марта Кабањес |
| 5. септембар 2022. 17:30 | Извештај | Резултати по четвртинама: 2 : 5, 2 : 4, 2 : 3, 2 : 4 |         |            | Спаладијум арена, Сплит Судије: Нора Дебрецени Марта Кабањес |
| 5. септембар 2022. 17:30 | Извештај | Бутић 2                                              | Стрелци | Маријета 3 | Спаладијум арена, Сплит Судије: Нора Дебрецени Марта Кабањес |

| 5. септембар 2022. 19:00 | Извештај | Мађарска                                             | 11 : 15 | Шпанија         | Спаладијум арена, Сплит Судије: Адријан Александреску Војин Путниковић |
| 5. септембар 2022. 19:00 | Извештај | Резултати по четвртинама: 1 : 4, 4 : 2, 3 : 6, 3 : 3 |         |                 | Спаладијум арена, Сплит Судије: Адријан Александреску Војин Путниковић |
| 5. септембар 2022. 19:00 | Извештај | Гарда 3                                              | Стрелци | 3 играчице по 3 | Спаладијум арена, Сплит Судије: Адријан Александреску Војин Путниковић |

| 5. септембар 2022. 20:30 | Извештај | Грчка                                                | 14 : 4  | Израел          | Спаладијум арена, Сплит Судије: Дијана Дулит-Думаш Орли Бланшар |
| 5. септембар 2022. 20:30 | Извештај | Резултати по четвртинама: 6 : 1, 2 : 1, 2 : 0, 4 : 2 |         |                 | Спаладијум арена, Сплит Судије: Дијана Дулит-Думаш Орли Бланшар |
| 5. септембар 2022. 20:30 | Извештај | Мириокефатилаки 4                                    | Стрелци | 4 играчице по 1 | Спаладијум арена, Сплит Судије: Дијана Дулит-Думаш Орли Бланшар |

### Полуфинале од 5. до 8. места
| 7. септембар 2022. 16:00 | Извештај | Француска                                            | 9 : 19  | Мађарска | Спаладијум арена, Сплит Судије: Марија Даскалопулу Станко Ивановски |
| 7. септембар 2022. 16:00 | Извештај | Резултати по четвртинама: 2 : 6, 4 : 4, 2 : 6, 1 : 3 |         |          | Спаладијум арена, Сплит Судије: Марија Даскалопулу Станко Ивановски |
| 7. септембар 2022. 16:00 | Извештај | Жуије 3                                              | Стрелци | Гарда 6  | Спаладијум арена, Сплит Судије: Марија Даскалопулу Станко Ивановски |

| 7. септембар 2022. 17:30 | Извештај | Израел                                               | 15 : 8  | Хрватска        | Спаладијум арена, Сплит Судије: Франк Оме Радослав Корижна |
| 7. септембар 2022. 17:30 | Извештај | Резултати по четвртинама: 3 : 3, 5 : 1, 5 : 2, 2 : 2 |         |                 | Спаладијум арена, Сплит Судије: Франк Оме Радослав Корижна |
| 7. септембар 2022. 17:30 | Извештај | Богаченко, Хохберг 4                                 | Стрелци | 3 играчице по 2 | Спаладијум арена, Сплит Судије: Франк Оме Радослав Корижна |

### Полуфинале
| 7. септембар 2022. 19:00 | Извештај | Холандија                                            | 7 : 10  | Шпанија | Спаладијум арена, Сплит Судије: Нора Дебрецени Ненад Периш |
| 7. септембар 2022. 19:00 | Извештај | Резултати по четвртинама: 2 : 3, 1 : 2, 2 : 1, 2 : 4 |         |         | Спаладијум арена, Сплит Судије: Нора Дебрецени Ненад Периш |
| 7. септембар 2022. 19:00 | Извештај | Сликинг 3                                            | Стрелци | Руиз 4  | Спаладијум арена, Сплит Судије: Нора Дебрецени Ненад Периш |

| 7. септембар 2022. 20:30 | Извештај | Грчка                                                | 12 : 9  | Италија | Спаладијум арена, Сплит Судије: Адријан Александреску Матан Шварц |
| 7. септембар 2022. 20:30 | Извештај | Резултати по четвртинама: 2 : 2, 4 : 2, 4 : 3, 2 : 2 |         |         | Спаладијум арена, Сплит Судије: Адријан Александреску Матан Шварц |
| 7. септембар 2022. 20:30 | Извештај | Нину 3                                               | Стрелци | Авењо 3 | Спаладијум арена, Сплит Судије: Адријан Александреску Матан Шварц |

### Утакмица за 11. место
| 5. септембар 2022. 10:00 | Извештај | Румунија                                             | 9 : 5   | Словачка    | Спаладијум арена, Сплит Судије: Иванка Раковић Радослав Корижна |
| 5. септембар 2022. 10:00 | Извештај | Резултати по четвртинама: 3 : 2, 1 : 0, 2 : 2, 3 : 1 |         |             | Спаладијум арена, Сплит Судије: Иванка Раковић Радослав Корижна |
| 5. септембар 2022. 10:00 | Извештај | Шегалми 5                                            | Стрелци | Седлакова 2 | Спаладијум арена, Сплит Судије: Иванка Раковић Радослав Корижна |

### Утакмица за 9. место
| 5. септембар 2022. 11:30 | Извештај | Немачка                                              | 9 : 12  | Србија            | Спаладијум арена, Сплит Судије: Марија Даскалопулу Мартина Куникова |
| 5. септембар 2022. 11:30 | Извештај | Резултати по четвртинама: 1 : 3, 2 : 4, 1 : 1, 5 : 4 |         |                   | Спаладијум арена, Сплит Судије: Марија Даскалопулу Мартина Куникова |
| 5. септембар 2022. 11:30 | Извештај | Тадеј 3                                              | Стрелци | Илић, Новаковић 4 | Спаладијум арена, Сплит Судије: Марија Даскалопулу Мартина Куникова |

### Утакмица за 7. место
| 9. септембар 2022. 16:00 | Извештај | Француска                                            | 13 : 4  | Хрватска        | Спаладијум арена, Сплит Судије: Урсула Венгенрот Марија Даскалопулу |
| 9. септембар 2022. 16:00 | Извештај | Резултати по четвртинама: 4 : 1, 2 : 0, 2 : 1, 5 : 2 |         |                 | Спаладијум арена, Сплит Судије: Урсула Венгенрот Марија Даскалопулу |
| 9. септембар 2022. 16:00 | Извештај | 5 играчица по 2                                      | Стрелци | 4 играчице по 1 | Спаладијум арена, Сплит Судије: Урсула Венгенрот Марија Даскалопулу |

### Утакмица за 5. место
| 9. септембар 2022. 17:30 | Извештај | Мађарска                                             | 18 : 7  | Израел   | Спаладијум арена, Сплит Судије: Данијела Дулит-Думаш Марта Кабањас |
| 9. септембар 2022. 17:30 | Извештај | Резултати по четвртинама: 3 : 1, 5 : 2, 6 : 1, 4 : 3 |         |          | Спаладијум арена, Сплит Судије: Данијела Дулит-Думаш Марта Кабањас |
| 9. септембар 2022. 17:30 | Извештај | Гурисати 5                                           | Стрелци | Јакоби 3 | Спаладијум арена, Сплит Судије: Данијела Дулит-Думаш Марта Кабањас |

### Утакмица за 3. место
| 9. септембар 2022. 19:00 | Извештај | Холандија                                            | 13 : 16 | Италија    | Спаладијум арена, Сплит Судије: Нора Дебрецени Матан Шварц |
| 9. септембар 2022. 19:00 | Извештај | Резултати по четвртинама: 4 : 5, 4 : 3, 4 : 2, 1 : 6 |         |            | Спаладијум арена, Сплит Судије: Нора Дебрецени Матан Шварц |
| 9. септембар 2022. 19:00 | Извештај | Ван де Кратс 4                                       | Стрелци | Бјанкони 5 | Спаладијум арена, Сплит Судије: Нора Дебрецени Матан Шварц |

### Финале
| 9. септембар 2022. 21:00 | Извештај | Шпанија                                              | 9 : 6   | Грчка      | Спаладијум арена, Сплит Судије: Алесија Ферари Ненад Периш |
| 9. септембар 2022. 21:00 | Извештај | Резултати по четвртинама: 3 : 0, 1 : 3, 1 : 0, 4 : 3 |         |            | Спаладијум арена, Сплит Судије: Алесија Ферари Ненад Периш |
| 9. септембар 2022. 21:00 | Извештај | 3 играчице по 2                                      | Стрелци | Хидриоти 2 | Спаладијум арена, Сплит Судије: Алесија Ферари Ненад Периш |

| 2° место Грчка | Победник 19. Европског првенства у ватерполу за жене Шпанија 3° титула | 3° место Италија |

## Коначан пласман
| Пласман | Репрезентација | ОУ | П  | Н | ПО | ДГ   | ПГ   | ГР  |
| ------- | -------------- | -- | -- | - | -- | ---- | ---- | --- |
| 1       | Шпанија        | 8  | 7  | 0 | 1  | 137  | 49   | +88 |
| 2       | Грчка          | 8  | 6  | 0 | 2  | 110  | 53   | +57 |
| 3       | Италија        | 8  | 7  | 0 | 1  | 139  | 61   | +78 |
| 4       | Холандија      | 8  | 6  | 0 | 2  | 147  | 50   | +97 |
| 5       | Мађарска       | 8  | 5  | 0 | 3  | 130  | 63   | +67 |
| 6       | Израел         | 8  | 4  | 0 | 4  | 75   | 96   | -21 |
| 7       | Француска      | 8  | 3  | 0 | 5  | 85   | 107  | -22 |
| 8       | Хрватска       | 8  | 2  | 0 | 6  | 66   | 126  | -60 |
| 9       | Србија         | 6  | 2  | 0 | 4  | 49   | 100  | -51 |
| 10      | Немачка        | 6  | 1  | 0 | 5  | 42   | 105  | -63 |
| 11      | Румунија       | 6  | 1  | 0 | 5  | 28   | 109  | -81 |
| 12      | Словачка       | 6  | 0  | 0 | 6  | 27   | 116  | -89 |
|         | Укупно         | 88 | 44 | 0 | 44 | 1035 | 1035 |     |

## Награде и статистика

### Најбољи стрелци
| Rank | Играчица            | Голова | Удараца | %  |
| ---- | ------------------- | ------ | ------- | -- |
| 1    | Грета Гурисати      | 27     | 39      | 69 |
| 2    | Симоне ван де Кратс | 24     | 36      | 67 |
| 3    | Марија Богаченко    | 20     | 41      | 49 |
| 3    | Софија Ђустини      | 20     | 42      | 48 |
| 3    | Мартје Кеунинг      | 20     | 27      | 74 |
| 6    | Луиза Жуије         | 18     | 38      | 47 |
| 6    | Силвија Авењо       | 18     | 30      | 60 |
| 6    | Брижит Сликинг      | 18     | 27      | 67 |
| 6    | Маика Гарсија Годој | 18     | 26      | 69 |
| 10   | Кити-Лин Јустра     | 17     | 25      | 68 |
| 10   | Беатриз Ортиз       | 17     | 39      | 44 |
| 10   | Елена Руиз          | 17     | 46      | 37 |

### Награде
Списак награда је објављен 9. септембра 2022.
| Позиција         | Играчица            |
| ---------------- | ------------------- |
| Најбољи голман   | Мартина Тере        |
| Најбоља играчица | Елефтерија Плевриту |